# 欧维拉尔 (卡尔瓦多斯省)
欧维拉尔（法語：Auvillars，法語發音：[ovilaʁ] ⓘ）是法国卡尔瓦多斯省的一个市镇，属于利雪区。

## 地理
欧维拉尔（49°11'49"N, 0°3'56"E）面积11.62 平方千米，位于法国诺曼底大区卡爾瓦多斯省，该省份为法国西北部沿海省份，北濒大西洋英吉利海峡，东北与滨海塞纳省以海上边界相接，东临厄尔省，南至奧恩省，西与芒什省接壤。
与欧维拉尔接壤的市镇（或旧市镇、城区）包括：博讷博、博富尔-德吕瓦勒、福尔芒坦、勒富尔内、莱欧帕尔蒂、马内尔布、勒庞蒂尼、拉罗克拜尼亚尔。

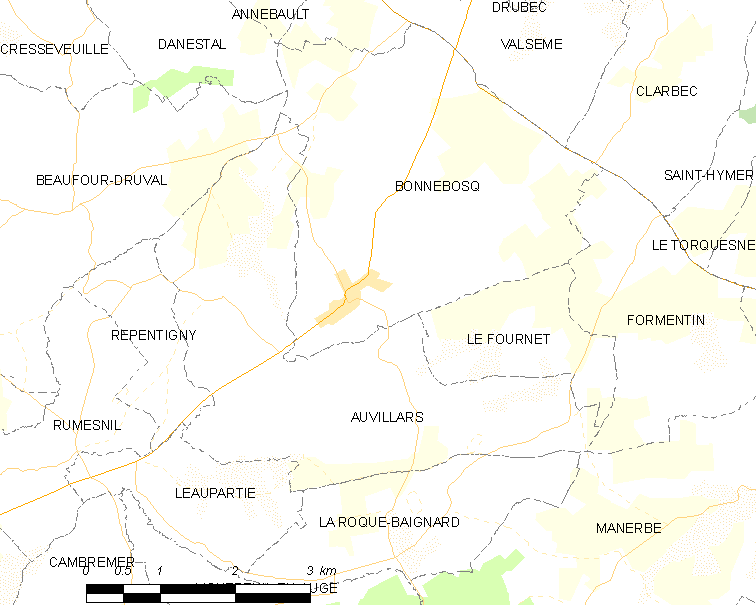
的OSM定位图

欧维拉尔的时区为UTC+01:00、UTC+02:00（夏令时）。

## 行政
欧维拉尔的邮政编码为14340，INSEE市镇编码为14033。

## 政治
欧维拉尔所属的省级选区为梅济东瓦莱多日县。

## 人口

1962-2008年间人口变化图示

欧维拉尔于2022年1月1日时的人口数量为224人。